# Анзац
У фізиці та математиці, анзац (Німецька: [ˈʔanzats]) — здогадка або додаткове припущення, зроблене для розв'язання задачі, яке згодом підтверджується в результаті отримання розв'язку.

## Використання
Анзац — це введення початкових рівнянь, теорем або значень, що описують математичну чи фізичну задачу або розв'язок. Зазвичай він надає початкову оцінку або базу для розв'язання математичної задачі а також може враховувати граничні умови (анзац іноді розглядається як «пробна відповідь» і це є важливим прийомом у розв'язуванні диференціальних рівнянь).
Після введення анзацу, який є ні чим іншим, як припущенням, рівняння розв'язуються для загальнішого випадку, ніж той, що цікавить, а отримання загального розв'язку стає підтвердженням початкового припущення. По суті, анзац робить припущення щодо форми розв'язку, щоб полегшити пошук точного розв'язку.
Продемонстровано, що для отримання початкових оцінок, подібних до тих, які зробили би люди, а також для виявлення нових, якщо відомого анзацу немає, можна застосовувати методи машинного навчання.

## Приклади
Маючи набір експериментальних даних, які здаються скупченими навколо лінії, можна зробити лінійний анзац для пошуку параметрів лінії за методом найменших квадратів. Варіаційні методи апроксимації базуються на використанні анзацу і подальшому підборі параметрів.
Відомим прикладом анзацу є припущення, що розв'язок однорідного лінійного диференціального рівняння має експоненціальну форму, або степеневу форму у випадку різницевого рівняння. Узагальнюючи, можна зробити здогадку про конкретний розв'язок системи рівнянь і перевірити такий анзац, безпосередньо підставивши розв'язок у систему рівнянь. У багатьох випадках передбачувана форма розв'язку є достатньо загальною функцією, щоб множина знайдених у такий спосіб розв'язків була повним набором усіх розв'язків.